# Енцо Ферари
Енцо Анселмо Джузепе Мария Ферари (на италиански: Enzo Anselmo Giuseppe Maria Ferrari) е автомобилист, конструктор и предприемач, основател на Скудерия Ферари и впоследствие на компанията за производство на автомобили Ферари.
Идеята за собствен тим се заражда през 1929 г. в Болоня по време на коктейл в чест на рекорда на Мазерати, поставен от Боконин Бордзакини. Енцо Ферари, заедно с пилотите, постъпили в неговата скудерия, е приет от шефовете на Алфа Ромео. Сделката е следната – Алфа Ромео се ангажира с конкретна подкрепа за състезателната дейност, а като залог Енцо Ферари оставя акциите на скудерията и гаранцията, че тя ще участва активно в състезанията.
Енцо Ферари е роден през 1898 г. в Модена. Баща му Алфредо има малка фабрика за производство на метал. Когато Енцо е на 10, татко му го води заедно с по-големия му брат Алфредо младши на автомобилно състезание в Болоня. Битката между Винченцо Ланча и Феличе Назаро през онази далечна 1908 г. отключва у момчето любовта му към колите, която го съпътства през целия му път. В началото Енцо мечтае да е състезател и прави всичко, за да го постигне.
През 1916 г. умират баща му и брат му – трагедия, оставила отпечатък върху него завинаги. Грипната епидемия две години по-късно едва не отнема живота на самия Енцо. Той обаче оцелява и върви по пътя, който сам си начертава, но трябва да зареже образованието си (за което години по-късно дълбоко съжалява).
Кандидатства за работа във ФИАТ, но не е приет. Започва в CMN – малък автомобилопроизводител. В задълженията му влизат и тестове на коли. Така Енцо има възможност да изкарва пари и същевременно да се захване по-сериозно със състезанията.
През 1919 г. става девети в легендарното Тарга Флорио. С помощта на приятеля си Уго Сивочи се прехвърля в Алфа Ромео и с един от техните модели, по който е работил сам, става втори в същата надпревара година по-късно – през 1920 г. През 1921 г. се мести от Милано в Торино и се запознава с Лаура Доменико Гарело. Скоро двамата заживяват заедно, но сключват брак едва две години по-късно (на 28 април 1923 г.). Тъмнокосата дама междувременно се превръща в постоянен негов придружител – ходи на всички състезания. Най-големият му състезателен триумф е през 1924 г., когато печели Копа Ачербо, велико състезание в онези години от типа на Тарга Форио, по улици и пътищата.
Малко по-рано през 1923 г. на едно състезание до Римини Никола Ромео го запознава с легендарния италиански летец Франческо Барака. Асът му подарява герба на фамилията си – скачащият кон, който става емблема на Ферари, като той го поставя на жълтия щит на Модена. След по-големи и ред малки успехи Енцо става заводски пилот на Алфа Ромео. Дотогава състезателната му кариера се състои основно от участия в местни надпревари с не толкова добри коли. Когато получава възможно най-доброто оборудване, последния модел състезателен автомобил, Ферари получава (колкото и невероятно да звучи днес) криза в самочувствието. Той се срива точно преди Гран при на Франция, в която изведнъж отказва да участва. По-слаб човек може да остане завинаги уплашен от големия спорт, но не и Енцо.
Макар че кариерата му на пилот на практика приключва, той си възвръща позициите в Алфа Ромео и става представител на марката за Модена. Години по-късно, когато Ники Лауда се отказва от състезанието в Япония през 1976 г., Енцо го разбира и личният им разговор е мек, макар във вестниците да се пише какво ли не.
През 1929 г. на 31 години Енцо основава своя фирма – Социета Анонима Скудерия Ферари. В начинанието си получава първоначално подкрепата на братя Чаняно, наследници на фамилия от текстилната индустрия. Алфа Ромео временно не участват в автомобилни състезания, така че основната задача на Скудерията е да осигурява и поддържа притежателите на състезателни частни Алфи с резервни части, механици, въобще всичко, от което биха имали нужда. Споразумението му с Алфа Ромео е за техническо сътрудничество срещу дял на Алфа в неговата компания. Подобни сделки Ферари сключва с Бош, Пирели и Шел. Малко по-късно обаче Ферари вече има собствени коли – разбира се, Алфа успява да привлече Джузепе Кампари в тима, а големият удар е подписването с Тацио Нуволари.
През първата година от съществуването си отборът Ферари работи с общо 50 пилота, с повечето от които за момент, разбира се. Те не получават заплата, а само пари от наградните фондове, които при това делят с Ферари. Условията на Енцо са, че таксите за участие са за сметка на тима, и доставянето на автомобилите също е грижа на екипа. Всяка допълнителна услуга, изисквана от състезател, обаче се заплаща от него самия. Всичко това не пречи нито на мотивацията, нито на успехите – 8 са победите от този първи сезон (от общо 22 участия). Ферари се превръща в сензация в първата година на съществуването си. В името на бизнеса и индустриализацията Енцо Ферари дори става член на фашистката партия на диктатора Бенито Мусолини.
Личният му живот обаче не върви толкова добре. Лаура и Енцо постепенно стигат до негласно споразумение да приемат живота на другия – без разправии и скандали. От 1929 г. Ферари има почти публична връзка с Лина Ларди. Тя е пълна противоположност на съпругата му по характер – тиха, кротка и мила. Три години по-късно, на 19 февруари, съпругата му Лаура ражда син. Кръщават го на бащата и брата на Енцо – Алфредо, на галено му казват Дино. Появата на детето се превръща във формална причина Енцо да сложи официално край на състезателната си кариера. Алфа Ромео продължава да работи с Енцо Ферари – като клиент и като спортен директор на компанията едновременно. Едва след пълното им оттегляне от надпревари през 1933 г. ролята на Скудерията става официална – състезателен екип с коли на Алфа Ромео. В отбора вече има определени изградени правила и норми, за които си спомня присъединилият се през 1935 г. към екипа Рене Драйфус:
„Разликата между това да си част от Бугати и част от Ферари беше като между деня и нощта. При Ферари научих какво е да си истински в бизнеса със състезания. Нямаше го например чувството, че принадлежиш към едно голямо семейство, което изпитвах при братята Мазерати. Енцо Ферари обожаваше състезанията, в това няма съмнение. Но неговата любов бе различна от тази на обикновен ентусиаст – всъщност се градеше върху осъзнаването, че това на практика е добър начин да изградиш печеливша империя. Знаех, че един ден той ще стигне невероятно високо, дори по времето, когато състезателните му автомобили не носеха неговото име. Чувствах сигурност, че един ден колите ще се казват Ферари.“
След първоначалните триумфи мощта на националсоциалистическите Ауто Унион и Мерцедес временно не позволяват на Ферари да запишат кой знае какви сериозни успехи. Вследствие на това през 1937 г. Енцо предлага на Алфа да конструират 1,5-литров воатюрет. Точно тогава обаче от компанията решават отново да започнат сами да се занимават със състезания и резултатът е, че Ферари става спортен директор под ръководството на Вилфредо Рикар. С това Енцо не може да се примири и скоро решава да напусне. В договора му има клауза, че при такова положение се задължава да не се състезава срещу бившия си работодател в продължение на четири години. Основава нова компания – Ауто-Авио Коструциони С.п.А., която произвежда машинни части. През 1940 г. в Миле Миля участват две коли под името ААС 815 и всъщност това са първите състезателни автомобили Ферари.
В негова чест пистата Имола носи името „Енцо и Дино Ферари“.